# Chisocheton erythrocarpus
Chisocheton erythrocarpus är en tvåhjärtbladig växtart som beskrevs av William Philip Hiern. Chisocheton erythrocarpus ingår i släktet Chisocheton och familjen Meliaceae. Inga underarter finns listade i Catalogue of Life.